# SN 2004E
SN 2004E – supernowa typu Ia odkryta 15 stycznia 2004 roku w galaktyce PGC0046239. W momencie odkrycia miała maksymalną jasność 16,10m.